# Der Raub der Mitternachtssonne
Der Raub der Mitternachtssonne ist eine vierteilige Marionetten-Produktion der Augsburger Puppenkiste, welche 1994 unter der Regie von Manfred Mohl in Zusammenarbeit mit dem Hessischen Rundfunk entstand. Erdacht wurde die Geschichte von Sabine Schüssler. Die Puppen wurden von Hannelore Marschall-Oehmichen und Jürgen Marschall gebaut. Gesendet wurde die Fernsehserie erstmals im Jahr 1995.

## Handlung

### 01 Vier Freunde von Müll
Hoch im Norden, fernab der Menschenwelt, lebt das Volk der Lofotenzwerge. Es besitzt eine eigene Sonne, genannt die Mitternachtssonne, welche ihnen in der Winterzeit Licht und Wärme spendet. Eines Tages, wird ihnen die Sonne von dem ausgestoßenen Giftzwerg Lalerich gestohlen, der ihre Kraft zur Herstellung von Gold benötigt. Narwig, der Zwerg mit der leuchtenden Nase, wird ausgeschickt um die Sonne wiederzubeschaffen, denn ohne sie würde das Zwergenvolk erfrieren. Bei seinem Auftrag helfen soll ihm ein Splitter der Sonne, welcher aufleuchtet, wenn sein Mutterstein in der Nähe ist. Auf seiner Suche gelangt Narwig an einen Müllberg, auf welchem Rattendame Olálá, Fuchs Fenja, Lachmöve Hinrich und Maulwurf Siegfried leben.

### 02 Sigis Abenteuer
Die vier Freunde vom Müllberg wollen Narwig bei seiner Mission, die Mitternachtssonne zu finden, unterstützen und tatsächlich leuchtet auch schon bald der Sonnensplitter auf. Da sich der ängstliche Maulwurf Siegfried von seinen Freunden nicht ernst genommen fühlt stibitzt er, während die anderen schlafen, Narwigs Splitter und macht sich auf eigene Faust auf die Suche nach der Sonne. Kurz darauf trifft er auf Lalerichs Ziehtochter, das Maulwurfmädchen Martha Mari, in die er sich verliebt. Doch Martha wurde von Lalerich manipuliert und glaubt Siegfried sei ein Spion, woraufhin sie ihn in ein Labyrinth führt, wo er von Roboter Blecki Decker, eingesperrt wird. Madame Olálá, Fenja, Hinrich und Narwig verfolgen daraufhin Siegfrieds Spur und können ihn befreien. Unterdessen versucht Lalerich die Sonne zu aktivieren, was ihm dank des Gesangs von Martha Mari schließlich auch gelingt.

### 03 Eine geniale Idee
Martha Mari, die ihren Verrat an Siegfried inzwischen bereut und misstrauisch gegenüber Lalerich wird, kann den Freunden einen Tipp geben, dass das Labor von Lalerich auch durch einen Abwasserkanal erreicht werden kann. Während das Volk der Lofotenzwerge im eisigen Norden versucht, ohne ihre Sonne zu überleben, präsentiert die erfinderische Ratte Madame Olálá ihren Mitstreitern ihr frisch entworfenes Müllmobil, in Form einer durch Wasserkraft angetriebenen Badewanne. Dummerweise wird jedoch das Eindringen der Freunde in den Kanal von Lalerich bemerkt und er kann sie, mit Hilfe eines übergroßen Ventilators, ausbremsen, wobei Siegfried unbemerkt in den Kanal stürzt und versinkt. Nun überlegen die Freunde verzweifelt, auf welchem anderen Wege sie an die Mitternachtssonne gelangen können und trauern darüber hinaus über den mutmaßlichen Tod des kleinen Maulwurfs Siegfried.

### 04 Der Kampf um die Sonne
Glücklicherweise konnte Siegfried noch rechtzeitig von Martha gerettet werden, die ihn gemeinsam mit dem Roboter Johann Wolfgang, in ihrem Zimmer versteckt. Siegfried hält es aber nicht lange in Marthas Zimmer aus und schleicht heimlich in das Alchemisten-Labor, wo er sofort von Lalerich erwischt und festgenommen wird. In der Zwischenzeit gelingt es den anderen durch einen Trick, den oberirdischen Eingang zum Labor zu passieren. Schlussendlich kommt es zu einem Aufeinandertreffen aller Beteiligten und Lalerich sieht seine Pläne in Gefahr. Um sich zu rächen, will er die Macht der Sonne gegen die Eindringlinge einsetzten. Zu seiner Verwunderung wendet sich die Sonne jedoch gegen ihn selbst, sodass er die Flucht ergreifen muss. Nun kann Narwig, mit Hilfe von Lalerichs Robotern, die Sonne wieder nach Hause bringen. Seinen Freunden, die wieder auf den Müllberg zurückkehren, überlässt er als Dank für ihre Hilfe den Sonnensplitter.

## Synchronisation
| Figur              | Beschreibung                             | Sprecher            |
| ------------------ | ---------------------------------------- | ------------------- |
| Thorin             | Bartloser König der Lofotenzwerge        | Herbert Meyer       |
| Narwig             | Lofotenzwerg mit leuchtender Nase        | Hans Josef Eich     |
| Madame Olálá       | erfinderische Ratte                      | Eva Maria Keller    |
| Fenja              | verfressener Fuchs                       | Maximilian Hilbrand |
| Hinrich Hinrichsen | schwerhörige Lachmöwe                    | Arno Bergler        |
| Siegfried          | ängstlicher Maulwurf                     | Ernst H. Hilbich    |
| Martha Mari        | hübsches Maulwurfmädchen                 | Nicole Schneider    |
| Meister Lalerich   | ausgestoßener Giftzwerg und Alchemist    | Walter Schellemann  |
| Blecki Decker      | Roboter und Diener von Lalerich          | Sepp Wäsche         |
| Johann Wolfgang    | Roboter, Dichter und Diener von Lalerich | Frank Watzke        |
| Bote               | Lofotenzwerg                             | Fred Alexander      |